# Округ Бамберг (Јужна Каролина)
Округ Бамберг (енгл. Bamberg County) је округ у америчкој савезној држави Јужна Каролина. По попису из 2010. године број становника је 15.987.

## Демографија
Према попису становништва из 2010. у округу је живело 15.987 становника, што је 671 (4,0%) становника мање него 2000. године.
| Група             | 2000.          | 2010.         |
| Белци             | 6.040 (36,3%)  | 5.691 (35,6%) |
| Афроамериканци    | 10.411 (62,5%) | 9.837 (61,5%) |
| Азијати           | 32 (0,2%)      | 68 (0,4%)     |
| Хиспаноамериканци | 118 (0,7%)     | 258 (1,6%)    |
| Укупно            | 16.658         | 15.987        |